# 大果团扇荠
大果团扇荠（学名：Berteroa potanini），为十字花科团扇荠属下的一个种。

## 扩展阅读
維基物種上的相關：大果团扇荠